# Chōkai (1932)
El Chōkai (鳥海?) fue un crucero pesado de la clase Takao que sirvió en la Armada Imperial Japonesa durante la Segunda Guerra Mundial. Fue nombrado en honor al monte Chōkai y fue construido entre 1931 a 1932 en los astilleros de Mitsubishi en Nagasaki.

## Historia

### Diseño
La clase Takao fue diseñada para reemplazar a la clase Myōkō. Estaba compuesta por el propio Chōkai junto con el Takao, líder de la clase, el Atago y el Maya.

### Segunda Guerra Mundial
Desde 1941, el Chōkai formó parte de la 4.ª División de Cruceros al mando del vicealmirante Jisaburō Ozawa y fue destinado a las aguas de Hainan en China a partir de noviembre de ese año. Al comienzo de las hostilidades con los Estados Unidos se unió a la fuerza de cruceros n.º 7 y la 5.ª división de cruceros ligeros con base en Camranh, Indochina para participar como apoyo a la invasión de la península Malaya en apoyo a las fuerzas del almirante Kondo.
El 9 de diciembre de ese año, formó parte de la fuerza compuesta por la 7.ª división del almirante Takeo Kurita y la 3.ª división de cruceros ligeros que participó en la búsqueda de la Fuerza Z del almirante Sir Tom S.V. Phillips, pero su hundimiento  por parte de la aviación japonesa revocó la orden y regresó a Camranh. 
El 22 de febrero de 1942, el Chōkai encalló en un arrecife en cabo St. Jacques lo que lo obligó a ir a Singapur para reparaciones. 
En marzo de 1942,  realizó apoyo a las invasiones en la isla Bangka y en Palembang, Sumatra, además de dar cobertura a las invasiones de Burma y las inhiestas islas Andamán. 
Posteriormente el 6 de abril de 1942 participó en la llamada Operación C en aguas del Océano Índico donde remató a un barco carguero americano que había sufrido un ataque aéreo por bombardeo, el USS Bienville y en ese mismo día hundió además al carguero británico  HMS Ganges. Posteriormente retornó al Japón a fines de abril. Estando en Yokosuka, se le incrementó su armamento antiaéreo y se le asignó al almirante Kondo como buque insignia.
Participó en la Batalla de Midway en junio de 1942 como parte de la 4.ª división de cruceros para dar apoyo a la 3.ª fuerza principal sin entrar en acciones.
Posteriormente, en julio de 1942 como buque insignia del almirante  Mikawa Gunichi participó en las acciones en la invasión de Guadalcanal.  Estando en ese escenario, en la noche del 9 de agosto de 1942 participó en la Primera Batalla de Guadalcanal donde la fuerza de Mikawa irrumpió por el llamado Gran Slot  y logró hundir cuatro cruceros enemigos, no sin antes recibir daños mayores por impactos provenientes del USS Quincy y del USS Astoria que destruyeron una de sus torretas proeles causándole 34 bajas.  Los daños recibidos le obligaron a dirigirse a Rabaúl para reparaciones hasta el 22 de agosto de ese año.
Se le comisionó a fines de agosto a Lunga para realizar acciones de bombardeo aéreo usando sus aviones de reconocimiento junto al de otras unidades.
El 14 de octubre de 1942 retornó a Guadalcanal y realizó acciones de cañoneo de ablandamiento sobre la base Herdenson  junto a los destructores  Amagiri  y Mochizuki.   Realizó misiones de cobertura para los desembarcos nocturnos sobre la isla en noviembre de ese año.
A principios de 1943, operó con base en la isla de Truk de donde se le comisionó labores en misiones de escolta a transportes de soldados.
En agosto de 1943 retornó a Yokosuka, Japón donde su armamento antiaéreo le fue incrementado, adicionalmente se le dotó con radar y retornó a Truk donde realizó labores de escolta a buques tanqueros y de transporte de efectivos.
Durante la Operación Hailstone el Chōkai escapó a la devastación de la importante base japonesa al estar comisionado en aguas de Palaos.

#### Hundimiento

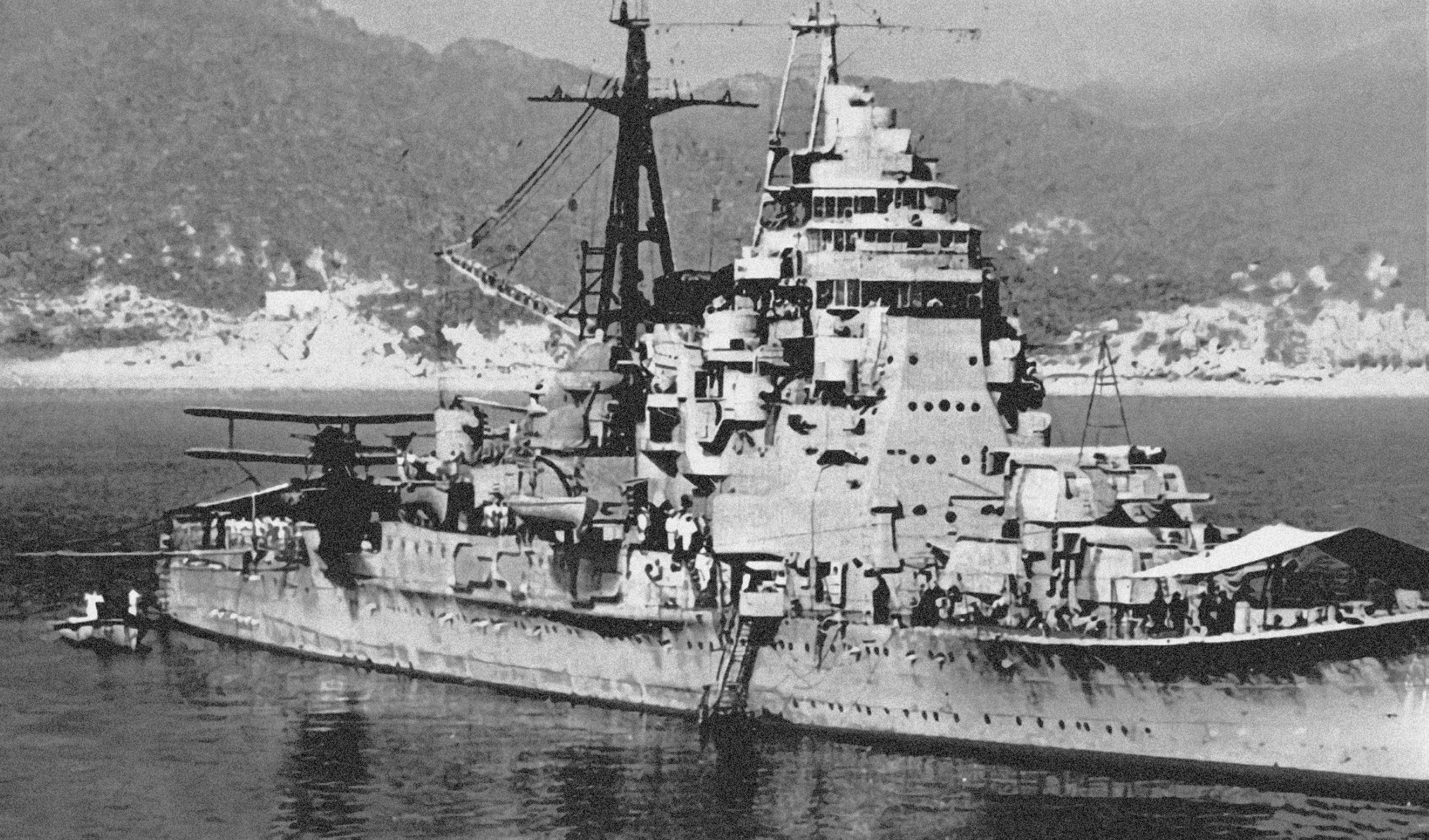
El Chokai al ancla, se puede apreciar los detalles de superestructura.

En octubre de 1944 participó como escolta de la Fuerza Central del vicealmirante Kurita durante la batalla del golfo de Leyte. El día 25, mientras se encontraba en el mar de Samar como parte de las operaciones en Leyte, fue sorprendido por un ataque torpedero proveniente del  portaviones USS White Plains que brindaba escolta a la fuerza de portaaviones auxiliares Taffy 3. El ataque provocó explosiones secundarias que dañaron su sistema de gobierno y motores, como resultado de esto abandonó forzosamente la formación siendo blanco fácil para los aviones provenientes del Kalinin Bay, quienes lo devastaron con bombas de 500 libras.  
Sus restos aún a flote fueron rematados por torpedos del destructor Fujinami quien rescató a algunos sobrevivientes incluyendo su capitán, Jō Tanaka. Dos días más tarde, el 27 de octubre, el Fujinami fue fatalmente sorprendido por aviones del Essex y hundido con total pérdida de vidas, incluidas las del Chōkai (Jō Tanaka, superviviente de su hundimiento, es muerto en esa acción).

## Pecio
El pecio del Chōkai fue descubierto el 5 de mayo de 2019 por el RV Petrel, se encuentra en posición normal a 5700 m de profundidad, su proa está separada del cuerpo principal a 300 m y volcada, una catapulta está en el limo separada también.  La estructura del puente está sorprendentemente reconocible, se creía que los torpedos a bordo habían explosionados, pero un estudio del naufragio permitió ver intactas las instalaciones. 